# Новомиргород (станція)
Новоми́ргород — проміжна залізнична станція 4-го класу Шевченківської дирекції Одеської залізниці. Розташована в місті Новомиргород Новоукраїнського району Кіровоградської області.
Поблизу вокзалу знаходиться будинок МШС (Міністерства шляхів сполучення), побудований ще до відкриття залізниці у 1912 році.

## Історія
Будівництво залізниці до Новомиргорода було завершено у липні 1914 року. Того ж року була відкрита однойменна залізнична станція. На той час залізничний вокзал знаходився за 2 км від самого міста. Він мав два корпуси (один з них зберігся понині) та зал чекання. Поблизу працював ресторан. З іншого боку від нього знаходилась лазня, відвідування якої було обов'язковим для отримання залізничного квитка (на той час тривала епідемія на тиф). Побудова залізниці сприяла пожвавленню економічного життя та торгівлі в краю.
24 травня 1920 року, в ході польсько-радянської війни на станції Новомиргород відбулася зустріч та нарада командувача Південно-Західного фронту Олександра Єгорова з командувачем Першої кінної армії Семеном Будьонним та членом Реввійськради РСЧА Климентом Ворошиловим, на якій було ухвалено рішення про наступ проти польсько-українських частин на Поділлі.
У 1944 році, під час відступу німецько-фашистських військ з міста, вокзал був зруйнований.
У 1960 році була збудована нова будівля залізничного вокзалу.
На залізничній станції Новомиргород є ТОВ "ВКФ Велта" на якому працюють два локомотиви серії ТГМ40 під номером 0535 та 0743

## Пасажирське сполучення
На станції зупиняються нічний швидкий поїзд далекого сполучення Житомир — Одеса, а також поїзди приміського сполучення Імені Тараса Шевченка — Виска та Імені Тараса Шевченка — Помічна.